# Colutea
Colutea là một chi gồm khoảng 25 loài thuộc họ Đậu, cao 2–5 m, bản địa của Nam Âu, Bắc Phi và Tây Nam Á.

## Hình ảnh

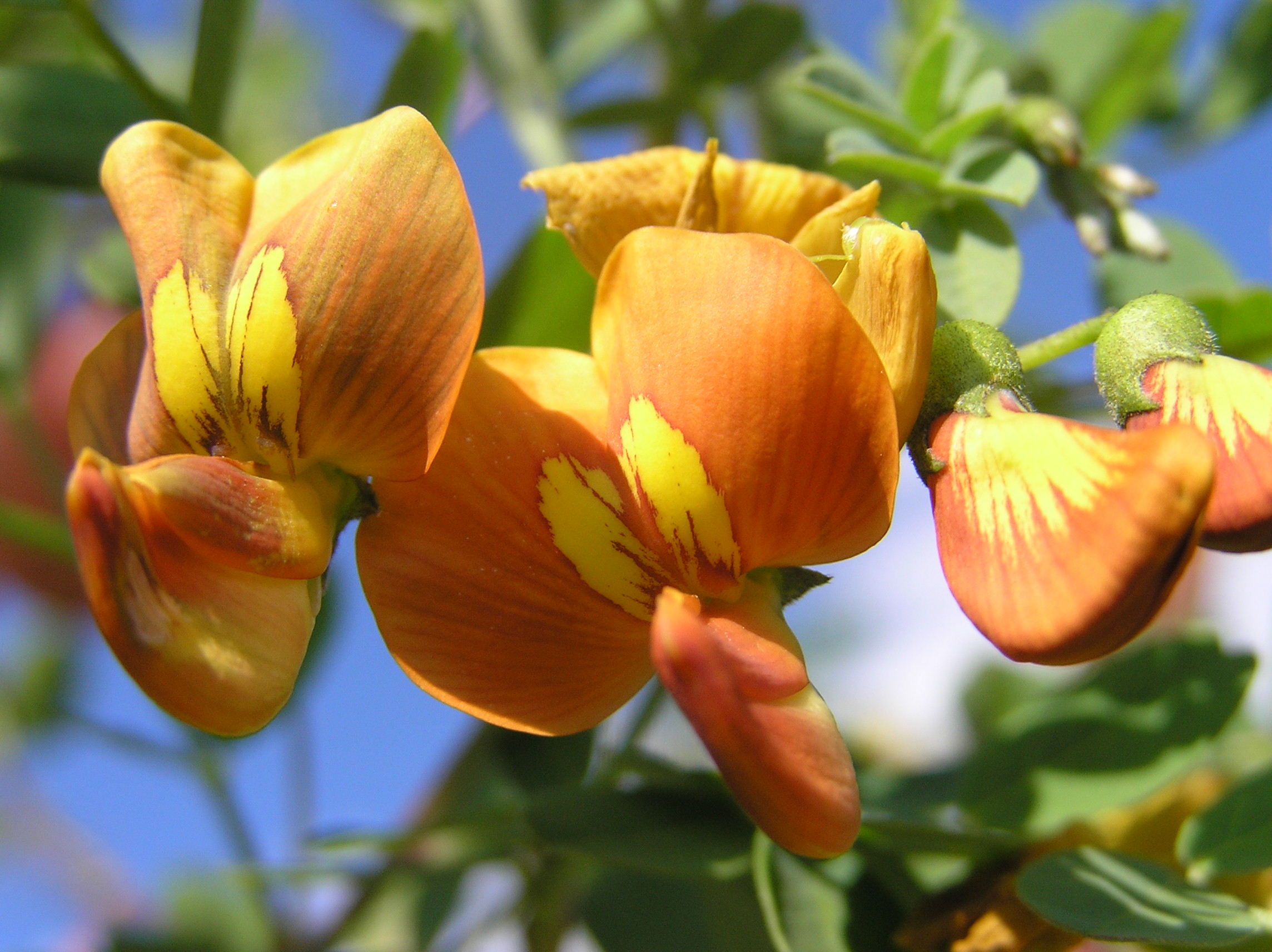
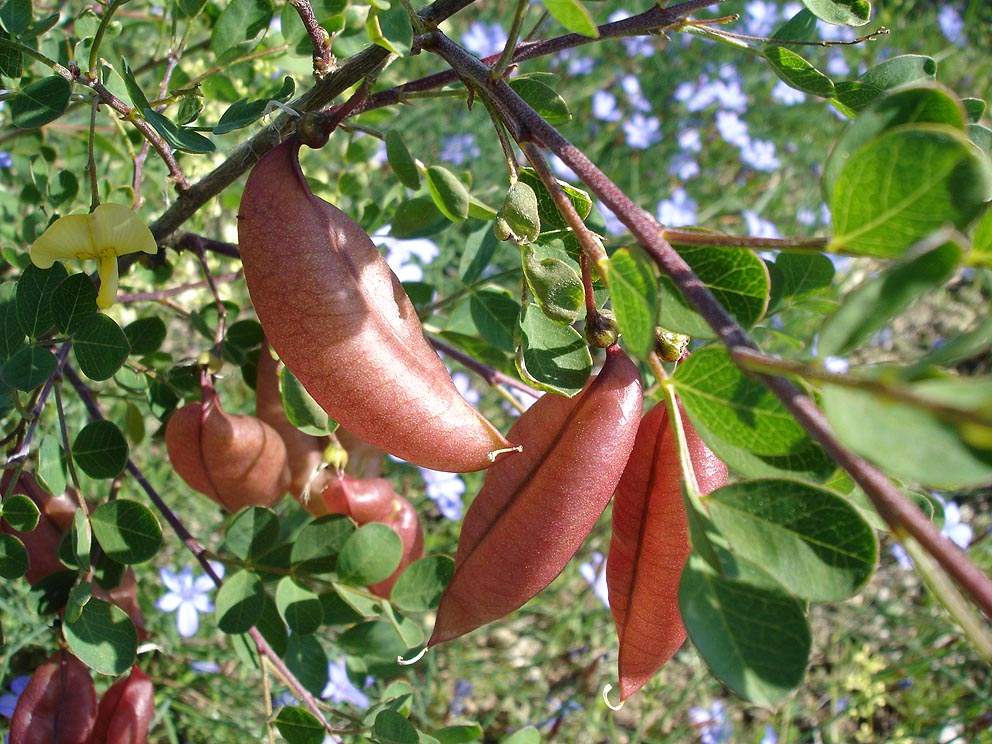
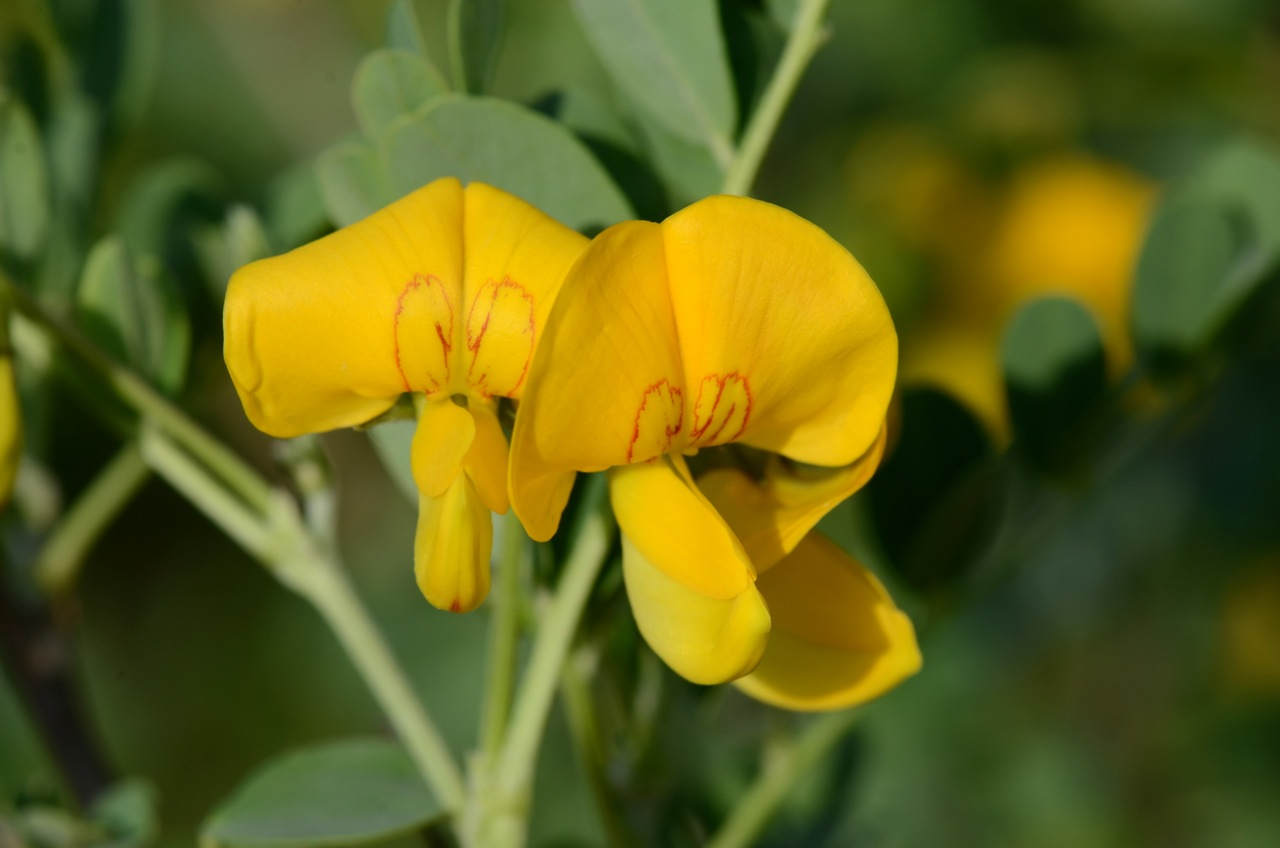
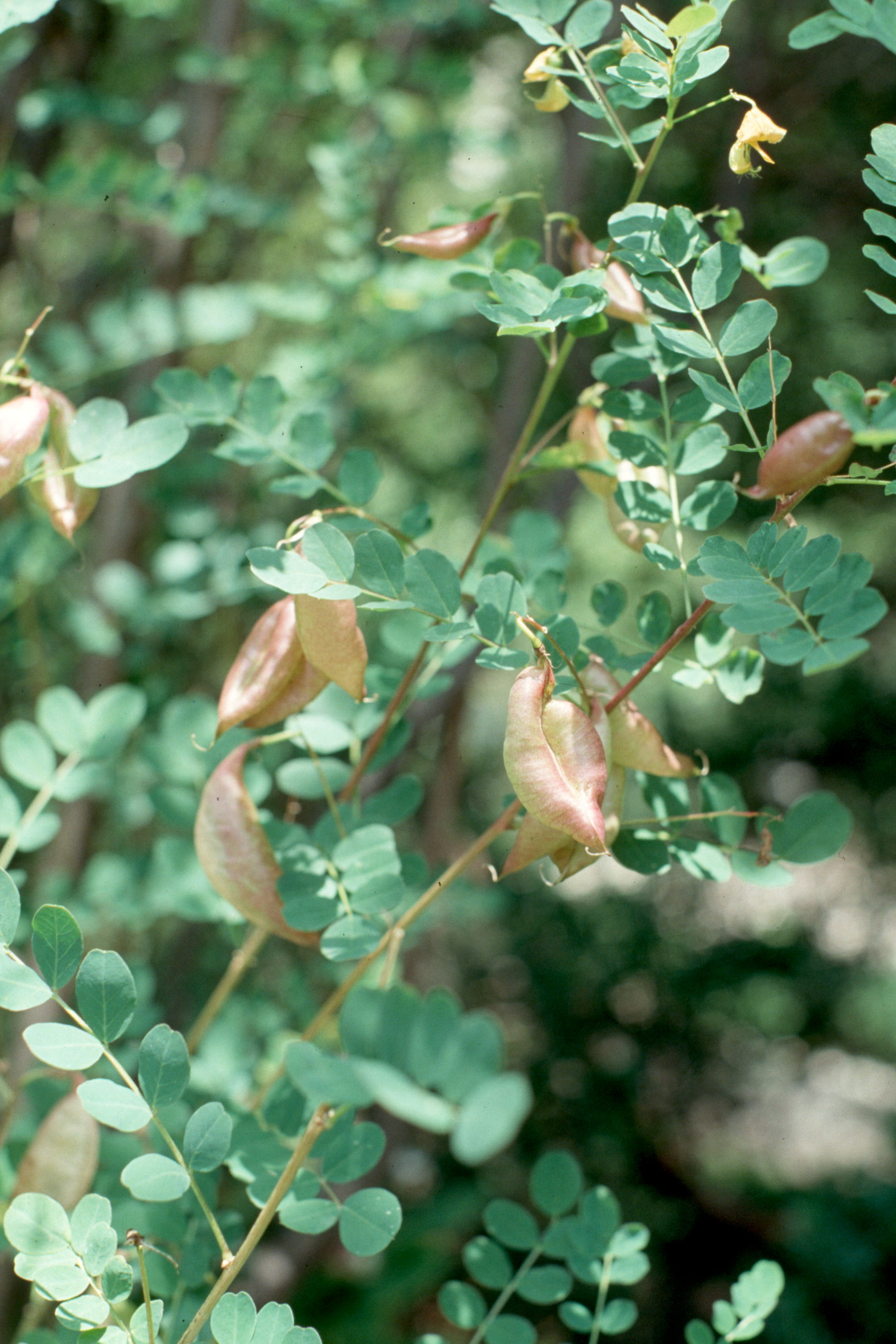